# 이범영 선생 공적비
이범영 선생 공적비는 대한민국 경기도 포천시 가산면 방축리에 있는, 독립지사 이범영을 기리기 위해 세운 비석이다. 1986년 4월 9일 포천시의 향토유적 제12호로 지정되었다.

## 개요
이 공적비는 이범영(1890~1955) 선생의 항일독립운동과 민족교육사업에 바친 높은 뜻을 기리기 위하여 1982년 포천출신 독립유공자 공적비 건립위원회에서 포천유지들의 정성으로 건립된 것이다.
선생은 독립지사 교육자로서 호는 동석, 본관은 전주이다. 향리에 청성학교를 설립 충의를 교훈으로 민족혼을 고취했으며 3·1운동후 중국에 망명 대동청년당 결성에 참여하여 항일 지하운동을 전개하였다. 1963년도에 독립유공 대통령 표창이 추서되었다.